# Qazanbatan
Qazanbatan è un comune dell'Azerbaigian situato nel distretto di Saatlı.